# ニュートラックいいたて
ニュートラックいいたては、福島県相馬郡飯舘村に設置されていた場外勝馬投票券発売所である。

## 概要
上山競馬場を運営していた山形県上山市が、その場外馬券売場として福島県相馬郡飯舘村飯樋に建設。2000年10月22日に営業を開始した。なお、営業開始時から売上の1%は地元の飯舘村へ交付されていた。
2003年11月に上山競馬場が廃止されると、競馬を主催しなくなった上山市は競馬法により場外発売をすることができなくなったため、以降は上山市が出資した株式会社ニュートラックかみのやまが施設を所有し、特別区競馬組合および岩手県競馬組合に貸し出す形で場外発売が行われていた。
発売していた賭式は、南関東公営競馬と岩手競馬の全種類。ただし岩手競馬については発売されない日もあった。
2011年3月11日に発生した東日本大震災、および福島第一原子力発電所事故のあとは避難指示区域とされたことで「当面の間閉鎖する」として発売を休止していた。2017年3月31日をもって避難指示は解除されたものの、「施設の損耗など今後の経営が困難」として2018年10月21日をもって廃止された。

## 交通
国道399号沿いにあるが、周囲に鉄道や高速道路はない。来場は自家用車となる。